# Thomsen-Berthelot-princippet
Thomsen-Berthelot-princippet er en termodynamisk hypotese der fremstiller at reaktioner kun forløber spontant, når reaktanterne har større energi end produkterne. Princippet blev formuleret i lidt forskellige former af den danske kemiker Julius Thomsen i 1854 og den franske kemiker Marcellin Berthelot i 1864. 
Princippet er senere forkastet, og nu bruges størrelsen Gibbs fri energi i teorien for hvilke reaktioner som kan forløbe spontant.